# 黄伟明 (导演)
黄伟明（1972年11月15日—），籍貫廣東台山，生於广州。中國漫畫家、動畫導演，廣東明星創意動畫有限公司创始人。

## 生平
黃偉明的父親是一位中學校長，童年他最開心的事情就是父親帶他去看電影。1988年《廣州現代中小學生報》首次刊登了他的漫畫作品，1989年，黃偉明參加了廣州市政府舉辦的中學生漫畫大賽並獲得了優秀獎。
中學畢業後，黃偉明考上了廣州市旅遊職業學校，並在1990年畢業。畢業後，他在廣州一家酒店當管理人員，他當過大堂經理，也當過客房領班，直至1993年，他到了一家製作公司當編劇。
黃偉明曾於1996年留學加拿大，在红鹿学院美术设计系学习动漫创作。2000年，黄伟明回到中國從事动画制作，並被前上司盧永強招攬加入原創動力，成為動畫公司的創作總監。當時，創作部就只有他一個人，因此，不管是創作、剪片、編劇、構圖或是分鏡等工作都是他自己一個人負責，一個月完成一集動畫。
2002年，他開始在《廣州日報》上連載他的漫畫作品《甘先生》。同年，他帶著他的動畫作品《寶貝女兒好媽媽》北上參加電視節尋找投資者，然而，當時並未取得成功。直至後來，有一位投資者看了他的動畫作品後找到他，讓他創作一組以動物為主角的動漫。經過他反複的研究和一年時間的打磨，《喜羊羊与灰太狼》這套为人们所熟知的動漫才在此慢慢誕生。
黄伟明於2008年离开原创动力。次年他创立了广州市黄伟明动画设计有限公司和广东明星创意动画有限公司，并于2010年7月推出了系列动画《开心宝贝》。2012年，广东明星创意动画有限公司中70%股权被奥飞动漫收购。后來於2016年转让股权，从原先的70%变更为19.5%。
2014年，黄伟明回归原创动力，参与《喜羊羊与灰太狼》系列的第七部贺岁电影《喜羊羊與灰太狼之羊年喜羊羊》制作，并担任该片的导演。

## 人物相关
虽然被称为是“喜羊羊之父”，但主角团中黄伟明仅参与了“小灰灰”这一人物的形象设计，其余人物的形象设计工作为罗应康负责。
原创动力公司的创始人卢永强与苏永乐也被称为“喜羊羊之父”。
黄伟明曾坦言自己其实并不喜欢别人称呼自己为“喜羊羊之父”，并且希望将来女儿能够也学画画，“我会跟他说，你老爸是‘开心宝贝’之父而不是‘喜羊羊’之父。
黄伟明仅执导过喜灰两部TV动画（即“无印版本（530版本）”与《羊羊运动会》）和两部动画电影。其中《筐出未来》为挂名，动画部分由黄俊铭和陈力进负责。

## 主要作品
- 《宝贝女儿好妈妈》
- 《喜羊羊與灰太狼》
- 《开心宝贝》